# Za Wolność
Ruch "Za Wolność" (biał. рух За Свабоду) – białoruski opozycyjny ruch społeczno-polityczny.
Ruch "Za Wolność" został założony przez Aleksandra Milinkiewicza po wyborach prezydenckich 2006 roku, na których Milinkiewicz był kandydatem zjednoczonej opozycji (Białoruskiego Kongresu Sił Demokratycznych). Oficjalnie zarejestrować Ruch udało się dopiero z czwartej próby, w grudniu 2008 roku. 
W 2007 roku ruch "Za Wolność" prowadził kampanie za wolność sumienia na Białorusi, za przeprowadzenie wolnych wyborów, przeciwko budownictwu na Białorusi elektrowni jądrowej. Inicjował powołanie Rady Integracji Europejskiej. W tym samym roku ruch wszedł do składu Zjednoczonych Sił Demokratycznych. W październiku 2009 roku ruch został jednym z założycieli Białoruskiego Bloku Niepodległościowego. Głównym partnerem politycznym ruchu jest Białoruski Front Ludowy.  Ruch prowadzi aktywną działalność w obronie praw człowieka na Białorusi oraz angażuje się w liczne akcje protestacyjne.
Ruch był współzałożycielem utworzonej 9 stycznia 2011 roku Narodowej Koordynacyjnej Rady Opozycji, której zadaniem jest domagać się uwolnienia ludzi aresztowanych z przyczyn politycznych, informować obywateli Białorusi i wspólnotę międzynarodową, domagać się powrotu Białorusi na drogę prawa i demokracji, a także tworzyć warunki do przeprowadzenia w kraju wolnych i demokratycznych wyborów.
W maju 2013 BFL, ruch "Za Wolność" i kampania społeczna "Mów prawdę!" zawarły koalicję z zamiarem m.in. wystawienia wspólnego kandydata na następnych wyborach prezydenckich.
Aleksander Milinkiewicz był przewodniczącym ruchu od czasu jego założenia do roku 2016. W 2016 przewodniczącym ruchu został wybrany Juraś Hubarewicz.
Liczba członków ruchu, według wywiadu z Milinkiewiczem z roku 2008, wynosi około 1500 osób. Według innego źródła, wynosi ona ponad 1200 osób. Przynależność do ruchu można łączyć z członkostwem w partiach politycznych, i około 21% członków ruchu należą do politycznych partii, głównie do BFL.

## Program i ideologia
Ideologia ruchu jest konserwatywną i umiarkowanie nacjonalistyczną. Jest ona zbliżona do ideologii Białoruskiego Frontu Ludowego, ale mniej radykalna. Główne cele ruchu - ochrona praw człowieka i wolności osobistej, wolne wybory, ochrona niepodległości Białorusi, rozwój społeczeństwa obywatelskiego, w dalszej perspektywie - wejście do Unii Europejskiej. Lider ruchu jest przeciwny izolacji Białorusi i wprowadzeniu sankcji ze strony UE, uważa bowiem, że taka izolacja zwiększa zależność Białorusi od Rosji.
Program ruchu "Za Wolność" przewiduje zwiększenie roli parlamentu, reformy gospodarcze w kierunku wolnorynkowym, prywatyzację, stworzenie nowych miejsc pracy (m.in. poprzez polepszenie klimatu inwestycyjnego), zwiększenie niezależności Banku Centralnego, ograniczenie emisji pieniędzy, kroki, skierowane na osiągnięcie wzrostu demograficznego, gwarancje dla wolności słowa, wprowadzenie standardów europejskich w gospodarce i społeczeństwie.

## Krytyka
Pomysł utworzenia Ruchu „Za Wolność” skrytykował były przewodniczący Rady Najwyższej Białorusi i lider Białoruskiej Socjaldemokratycznej Hramady prof. Stanisłau Szuszkiewicz. Według niego był to przejaw braku odwagi ze strony jego założyciela Alaksandra Milinkiewicza, by utworzyć partię polityczną lub do niej dołączyć i przystąpić do otwartej walki politycznej z władzą:

Spokojniej jest być w organizacji pozarządowej, niepartyjnej, niemającej celów politycznych. I dla władzy nie jest przeszkodą, i zagraniczną pomoc finansową zgodnie z prawem otrzymywać może, i mieć śmiałą nazwę „Za Wolność” nikt nie zabrania.